# Svenska mästerskapen i dressyr 1958
Svenska mästerskapen i dressyr 1958 avgjordes i Strömsholm. Tävlingen var den 8:e upplagan av Svenska mästerskapen i dressyr.

## Resultat
| Placering | Ryttare          | Häst           |
| --------- | ---------------- | -------------- |
| 1         | William Hamilton | Delicado       |
| 2         | Gehnäll Persson  | Jerry Sneak xx |
| 3         | Gustaf Nyblaeus  | Safari         |